# Aphaereta elongata
Aphaereta elongata (лат.) — вид очень мелких наездников-браконид рода Aphaereta из подсемейства Alysiinae (Braconidae). Эндемик Кении (NE Kisumu, Nr. Lake Victoria).

## Описание
Мелкие наездники-бракониды, длина тела 1,2 мм, длина переднего крыла 1,8 мм. Усики 16-члениковые. Бёдра задней пары ног в 4,4 раза длиннее своей максимальной ширины. Основная окраска коричневая, ноги и яйцеклад жёлтые. Мандибулы простые, с 3 зубчиками, вентральный и диагональные кили жвал хорошо развиты; птеростигма переднего крыла узкая; RS+M в переднем крыле отсутствует; 2RS короче, чем 3RSa; первая субдискальная ячейка открытая.

## Систематика
Вид был описан в 2015 году по материалам из Кении швейцарским энтомологом Франциско Хавьером Перисом-Фелипо (Francisco Javier Peris-Felipo; Базель, Швейцария). Относят к подсемейству Alysiinae.